# Žralok citronový
Žralok citronový (Negaprion brevirostris) je zástupcem žraločí čeledi modrounovitých. Může dosahovat délky až 3,4 metrů. Je aktivní převážně v noci a živí se především rybami. Žije ve skupinách. Patří mezi živorodé, přičemž mláďata mnohdy vyrůstají v mangrovových vodách v jakýchsi školkách.

## Výskyt
Žralok citrónový se vyskytuje hlavně podél subtropických a tropických částí atlantského pobřeží Severní a Jižní Ameriky. Tento druh byl také zaznamenán u tichomořských ostrovů Polynésie (Francouzské Polynésie), Tahiti, Cookovy ostrovy, Tonga. Preferuje tropické vody a střední hloubku.

## Popis
Největší zaznamenaná délka je 343 cm a hmotnost 183,7 kg, ale obvykle měří 2,4 až 3,1 m. Mohou být agresivní, hlavně při ochraně mláďat. V zásadě však nepředstavují pro člověka velkou hrozbu a dosud nebyl zaznamenán jediný smrtelný útok.

## Rozmnožování
Žralok citrónový je živorodý. Samice rodí 4 až 17 mláďat každý druhý rok v teplých a mělkých lagunách. Mláďata se musí o sebe postarat sami a zůstávají ve vodách spletitých mangrovových porostů až do věku přibližně 7 let. S rostoucí velikostí plavou mláďata dále od místa svého narození. V dospělosti při velikosti 1,5 – 2 m a ve věku od 12 do 15 let opouští mělké vody a přesouvají se do hlubších, nicméně o tomto stádiu jejich života je známo poměrně málo informací.